# 胶卷切割器

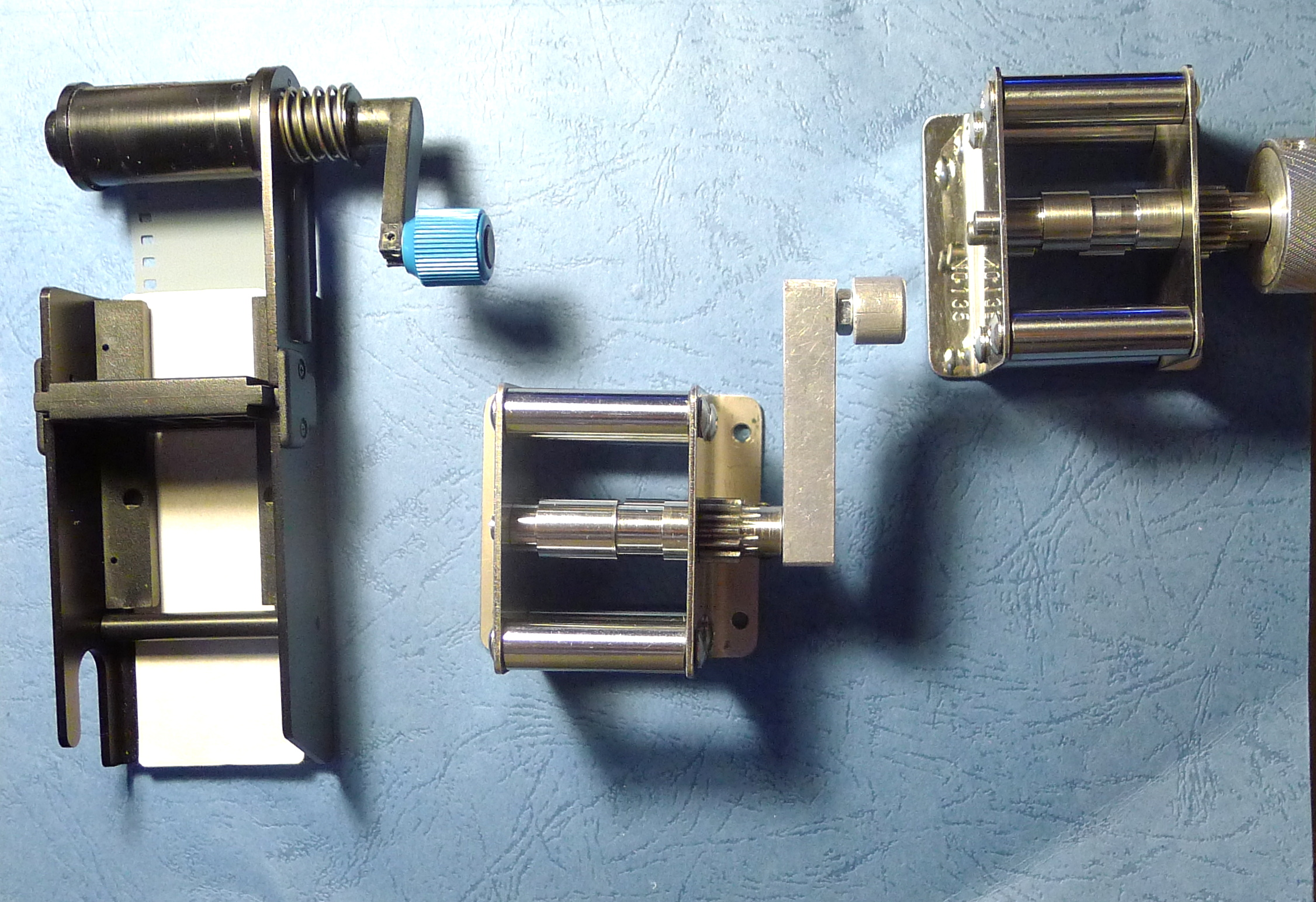
Minox胶卷切割器，16毫米+9.2毫米切割器，双9.2毫米切割器

胶卷切割器（Film slitter）是微型摄影术中常用的工具。因16毫米胶卷和9.2毫米的胶卷不易找到，所以必须利用胶卷切割器将35毫米胶卷切割为16毫米或9.2毫米的胶卷，供微型摄影机使用。
最早的胶卷切割器出自50年代的日本Suzuki光学株式会社，Suzuki出产Echo-8打火机式微型相机，每套Echo-8相机，附带一具双轴切割器，利用Echo-8胶卷切割器，可将双边孔16毫米胶卷，从中一分为二，切割成俩条单边孔8毫米胶卷，供Echo8使用
常见的微型胶卷切割器有两种：切刀型、滚轴型。

## 切刀型胶卷切割器

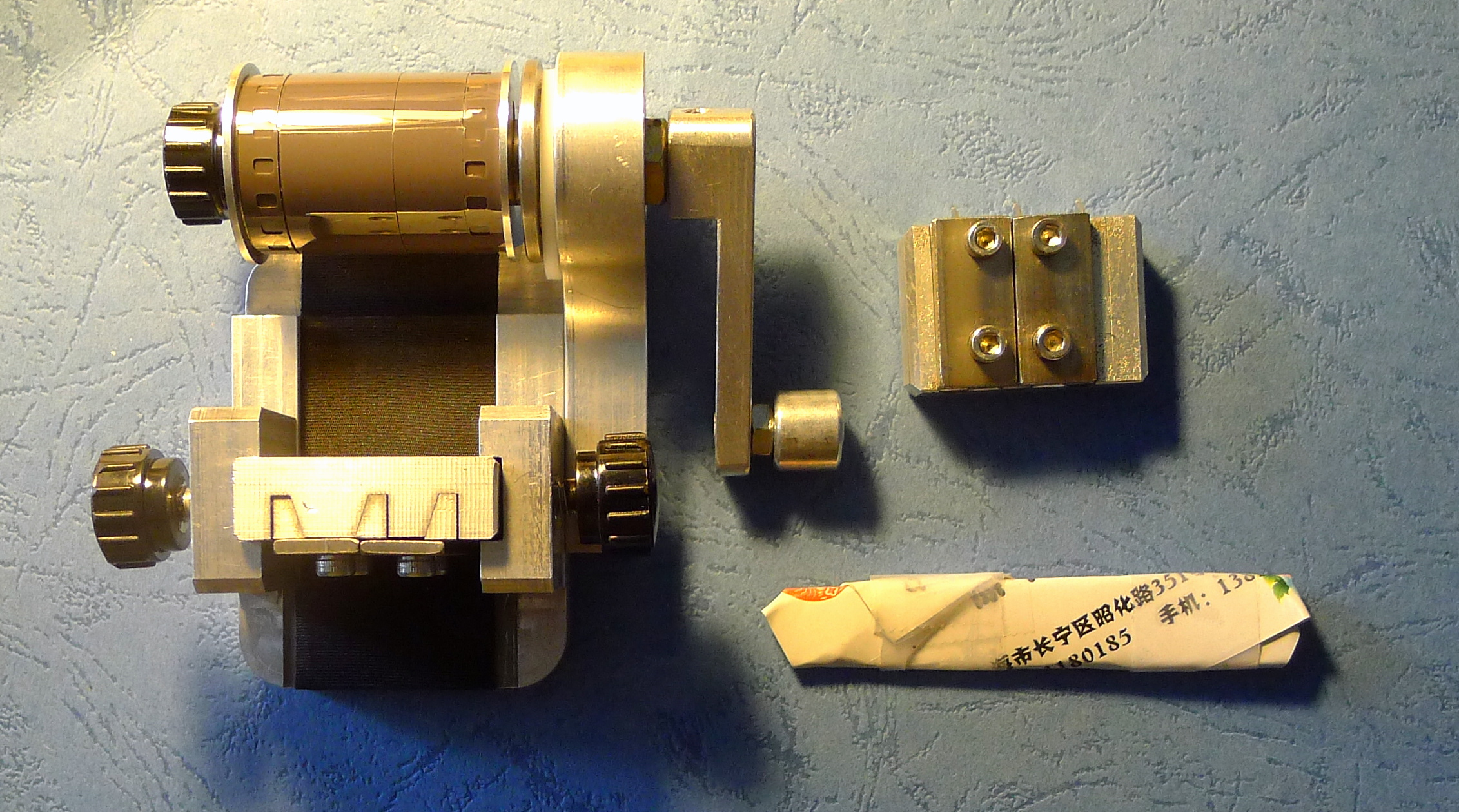
刀刃型胶卷切割器

切刀型胶卷切割器依靠两个可替换的三刀刃组合，将36幅35毫米胶卷切割成：
- 四卷36幅9.2毫米Minox型胶卷和二卷15幅胶卷[4]
- 一条16毫米胶卷外加一条Minox型胶卷。

## 滚轴型胶卷切割器

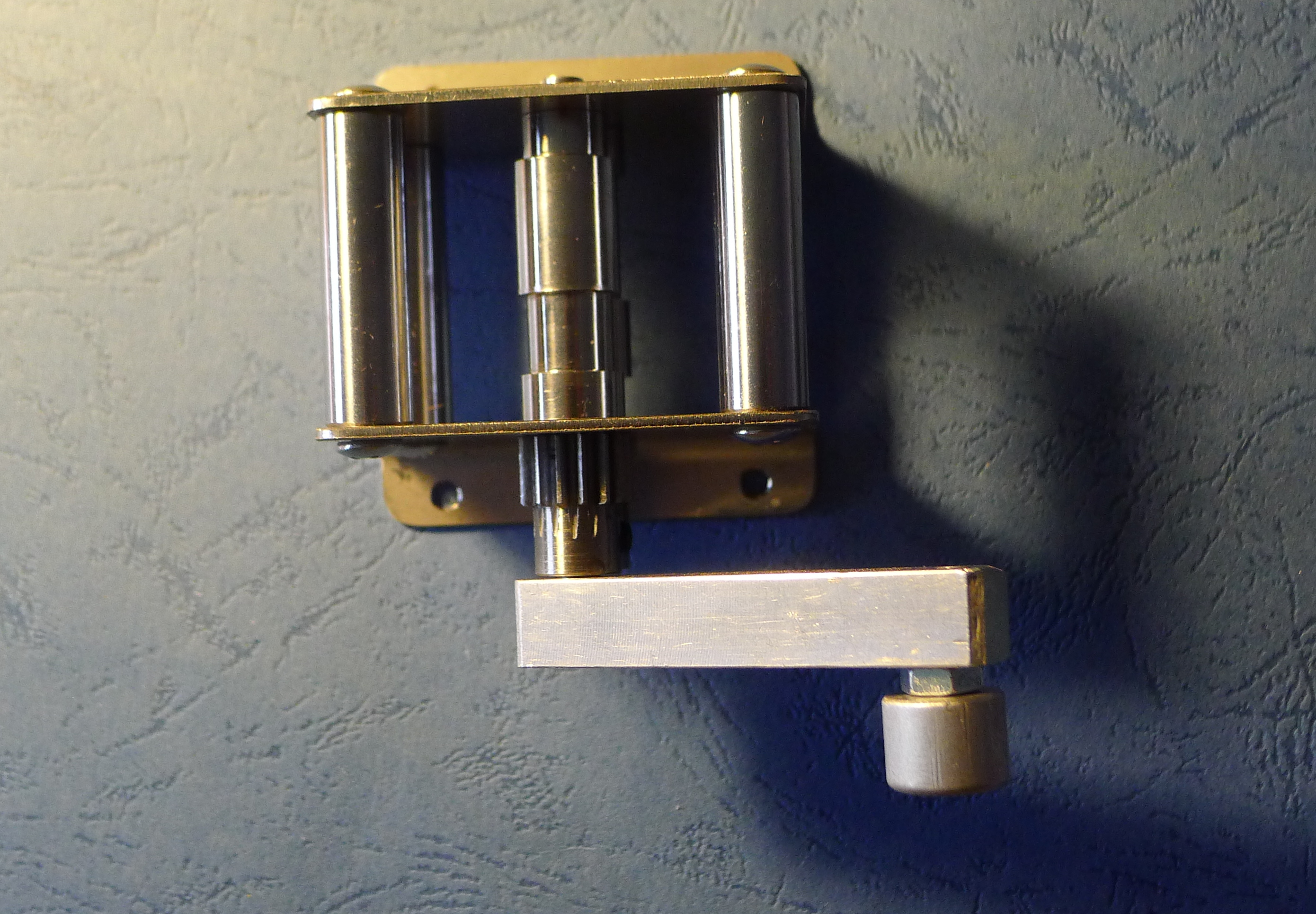
滚轴型胶卷切割器

滚轴型胶卷切割器不用刀片，而用两个凹凸咬合的不锈钢滚轴，将胶卷切割。此类切割器比较耐用。

## 图集

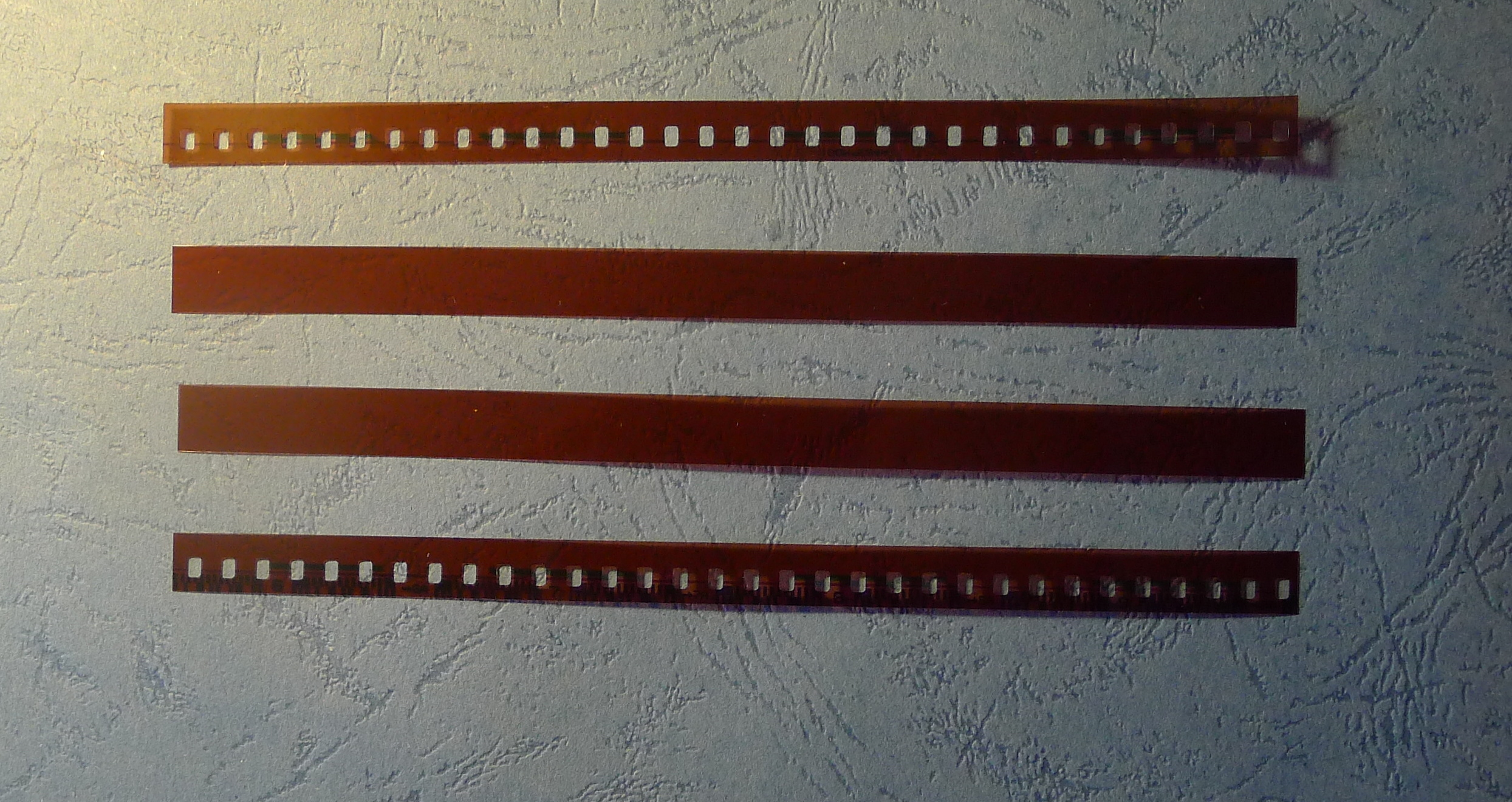
利用胶卷切割器将35毫米胶卷切割成Minox型胶卷。
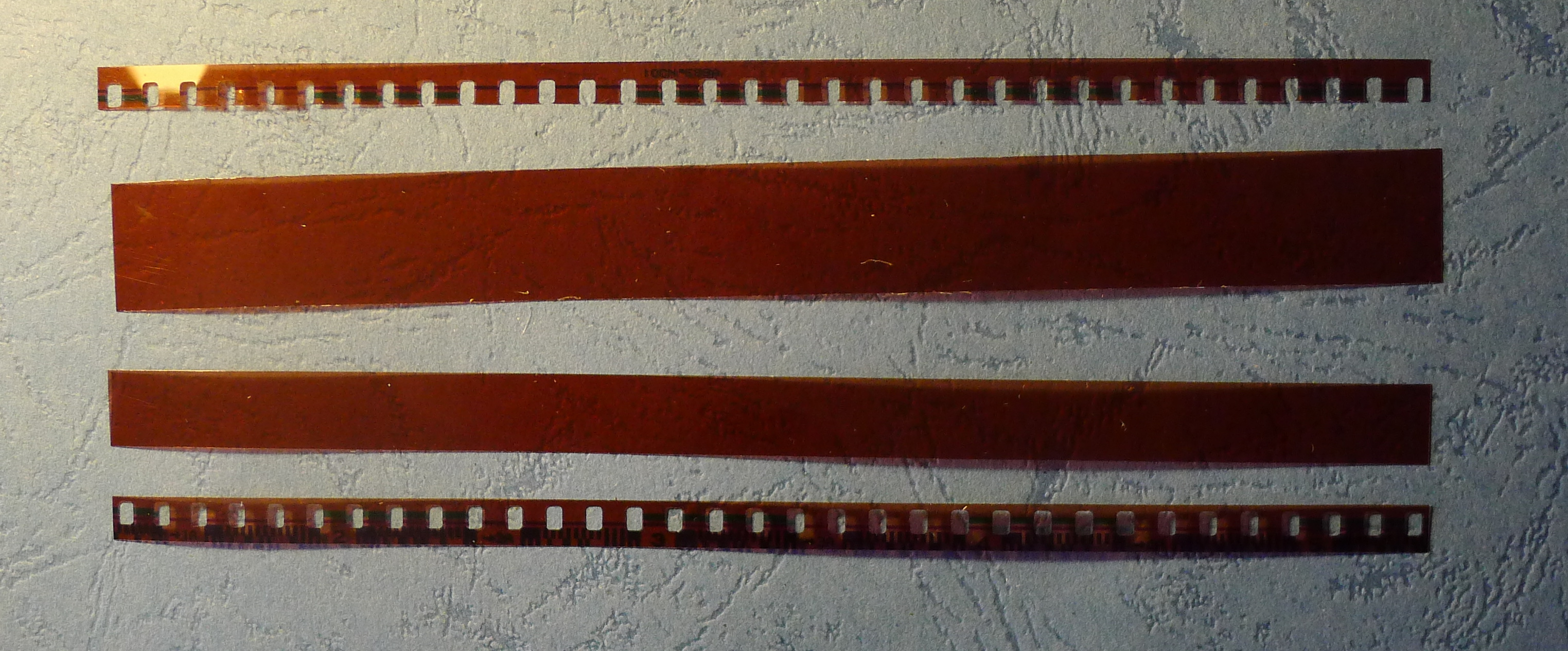
利用胶卷切割获得一条15毫米胶卷、一条9毫米胶卷